# Новичихинский сельсовет
Новичихинский сельсовет — муниципальное образование со статусом сельского поселения и административно-территориальное образование в Новичихинском районе Алтайского края России. Административный центр — село Новичиха.

## Демография
По результатам Всероссийской переписи населения 2010 года, численность населения муниципального образования составила 4402 человека, в том числе 2061 мужчина и 2341 женщина. Оценка Росстата на 1 января 2012 года — 4343 человека.

## Населённые пункты
В состав сельского поселения входит 2 населённых пункта:
- посёлок Мамонтово,
- село Новичиха.